# Единожды падший
«Единожды падший» (англ. Once Fallen) — американский фильм 2010 года в жанре криминальной драмы, снятый режиссёром Эшем Адамсом по собственному сценарию. В главных ролях снимались Брайан Пресли, Эд Харрис и Эми Мэдиган.

## Сюжет
Сан-Педро, Лос-Анджелес, Калифорния. Ченс возвращается домой после пятил лет в тюрьме, куда он попал по вине коррумпированного полицейского из Управления по борьбе с наркотиками, который (из-за проваленной сделки по продаже наркотиков). Решив изменить свою жизнь, Ченс пытается помириться со своим отцом Лиамом, главой Арийского Братства, находящимся в тюрьме. Лиам находится в тюрьме уже 20 лет, отбывая пожизненное заключение, за то, что избил мужчину до смерти на глазах у «Бита», близкого друга Ченса.
Вернувшись домой, Ченс обнаруживает, что у него есть пятилетний сын Август, а его бывшая девушка Кэт бросает его одного вместе с сыном. Перл, подруга Кэт и одна из девушек, которые работают в ночном клубе Эдди, помогает Ченсу присматривать за малышом. Однако вскоре Ченс снова оказывается втянутым в сделку с наркотиками, чтобы помочь своему другу «Биту», которому уже много лет приходится принимать психотропные препараты. У «Бита» есть долг в несколько десятков тысяч долларов перед Эдди, который в свободное время также является организатором тайных борцовских поединков, в которых он пытается привлечь к участию Ченса, чтобы погасить долг своего друга.

## В ролях
- Брайан Пресли — Ченс Райан
- Эд Харрис — Лиам Райан
- Эми Мэдиган — Роуз Райан
- Тараджи П. Хенсон — Перл
- Чед Линдберг — «Бит»
- Питер Уэллер — Эдди
- Питер Грин — Сонни Куган
- Элисон Иствуд — Кэт
- Хсу Гарсия — агент УБН Бенни Альварез
- Ричард Тайсон — Кейз
- Sticky Fingaz — ЛеШон
- Рэнс Ховард — Гарри
- Стив Рейлсбэк — босс Арийского Братства
- Эрин Херши-Пресли — мать «Бита»